# Новий Бит (Селівановський район)
Новий Бит (рос. Новый Быт) — селище у Селівановському районі Владимирської області Російської Федерації.
Входить до складу муніципального утворення Волосатовське сільське поселення. Населення становить 1047 осіб (2010).

## Історія
Населений пункт розташований на землях фіно-угорського народу мещери.
Від 10 травня 1929 року належить до Селівановського району, утвореного спочатку у складі Владимирського округу Івановської промислової області, а від 1944 року — Владимирської області.
Згідно із законом від 13 травня 2005 року входить до складу муніципального утворення Волосатовське сільське поселення.

## Населення
| 1905 | 1926 | 2002  | 2010  |
| ---- | ---- | ----- | ----- |
| 81   | ↗342 | ↗1336 | ↘1047 |